# Bułgarski Ludowy Związek Chłopski
Bułgarski Ludowy Związek Chłopski (bułg. Български земеделски народен съюз, BLZCh) – bułgarska partia polityczna utworzona w 1899, reprezentująca interesy drobnych i średnich właścicieli ziemskich. Największą popularność zdobyła po zakończeniu I wojny światowej, dzięki czemu w latach 1918–1920 współtworzyła trzy kolejne rządy koalicyjne, a w maju 1920 sformowała gabinet samodzielny, na czele którego stanął jej lider i ideolog, Aleksandyr Stambolijski. Rząd Stambolijskiego oparł swoją politykę na doktrynie agraryzmu i zmierzał do ustanowienia władzy o charakterze autorytarnym. W czerwcu 1923 opozycyjne Porozumienie Narodowe współpracujące ze Związkiem Wojskowym przeprowadziło zamach stanu i odsunęło BLZCh od sprawowania rządów. Spowodowało to rozpad BLZCh i utratę przez niego dotychczasowego znaczenia na scenie politycznej kraju. W latach 1947–1989 część ludowców podjęła współpracę z komunistami i współtworzyła z nimi Front Ojczyźniany, który sprawował władzę totalitarną w Ludowej Republiki Bułgarii. Po transformacji ustrojowej w 1990 powstało kilka partii aspirujących do roli następcy przedwojennego BLZCh.

## Historia Bułgarskiego Ludowego Związku Chłopskiego

### Rozwój ruchu ludowego w Księstwie Bułgarii
Początki zorganizowanego ruchu ludowego w Bułgarii sięgają połowy lat 90. XIX wieku. W 1896 w obwodzie warneńskim powstało pierwsze stowarzyszenie chłopskie pod wodzą właściciela ziemskiego Nikoły Cholewicza i nauczyciela Jordana Pekalewa, które objęło patronat nad czasopismem Сеяч (w tłum. Siewca). W tym samym roku, również w Warnie, swoje czasopismo zatytułowane Земеделец (w tłum. Rolnik) zaczął wydawać Janko Zabunow. Na przełomie 1898–1899 liczebność lokalnych organizacji ludowych w obwodzie warneńskim wynosiła już ok. 60. Ruch rozwijał się także w obwodzie tyrnowskim, gdzie na jego rzecz działał poeta Canko Cernowski. W 1899 Cernowski skierował apel do uczestników zjazdu ludowego w Plewenie o zjednoczenie stowarzyszeń chłopskich. Ideę wsparło nowe czasopismo Zabunowa Земеделска защита (w tłum. Rolnicza Obrona), spotkała się ona z akceptacją ze strony ludowców. Na przełomie 1899 i 1900 w Plewenie oficjalnie utworzono Bułgarski Związek Chłopski (bułg. Български земеделски съюз) o charakterze związku zawodowego oraz przyjęto jego program. Pierwszym przewodniczącym organizacji został Janko Zabunow.

### Bułgarski Ludowy Związek Chłopski jako partia polityczna
W następnych miesiącach Bułgarski Związek Chłopski zyskiwał na popularności i przekształcił się w organizację masową. Nieuniknione stało się upolitycznienie ugrupowania, mimo iż jego lider był temu przeciwny. W wyborach do Zwyczajnego Zgromadzenia Narodowego 11. kadencji działacze związku zdobyli 22 mandaty deputowanych, co przypieczętowało przekształcenie go w partię polityczną. Podczas 3. kongresu ludowców zorganizowanego pod koniec października 1901 w Sofii, zdecydowano o przyjęciu nazwy Bułgarski Ludowy Związek Chłopski, który odtąd działał jako organizacja polityczno-ekonomiczna.
Podczas 4. zjazdu, przeprowadzonego w październiku 1902 w Szumenie, nowym przewodniczącym partii został wybrany Dimityr Dragijew. Trzy lata później opracowano program polityczny ugrupowania, zaś w 1907 przeniesiono jego główną siedzibę ze Starej Zagory do Sofii. W tym też okresie w szeregach BLZCh zaczął aktywnie działać Aleksandyr Stambolijski, początkowo jako redaktor czasopisma Земеделско знаме (w tłum. Rolniczy Sztandar), zaś od 1904 jako członek zarządu. Stambolijski był twórcą idelogii ludowców, którą w 1909 opisał w książce Политически партии или съсловни организации (w tłum. Partie polityczne albo organizacje klasowe). Według niej społeczeństwo bułgarskie składało się z warstw, spośród których największą stanowili chłopi i dlatego to oni powinni mieć największy wpływ na rządzenie krajem. Ponadto partia postulowała ograniczenie roli wielkich gospodarstw rolnych i stworzenie systemu spółdzielni.
W 1911 działacze BLZCh zdecydowanie sprzeciwili się zmianom w Konstytucji Tyrnowskiej, zwiększającym uprawnienia cara Ferdynanda I na niekorzyść parlamentu. Po wybuchu I wojny światowej opowiedzieli się za neutralnością Carstwa Bułgarii. We wrześniu 1915 Stambolijski ostro skrytykował politykę monarchy, której efektem było przyłączenie kraju do państw centralnych. Z tego powodu został wkrótce aresztowany i skazany na karę dożywotniego więzienia. W 1918, po klęsce armii bułgarskiej, odzyskał wolność i pod koniec roku powrócił do polityki.  

### Rządy Bułgarskiego Ludowego Związku Chłopskiego
Wkrótce po zakończeniu wojny, w październiku 1918 BLZCh po raz pierwszy w swej historii wszedł w skład koalicyjnego rządu, na czele którego stał Aleksandyr Malinow. Ludowcom przypadł urząd ministra budynków publicznych, dróg i zagospodarowania. W następnym gabinecie, który w listopadzie tego samego roku sformował Teodor Teodorow, działacze BLZCh objęli już trzy ministerstwa (budynków publicznych, dróg i zagospodarowania, rolnictwa i własności państwa oraz kolei, poczty i telegrafu). Wybory parlamentarne przeprowadzone w sierpniu 1919 zakończyły się zwycięstwem ludowców, którym przypadły 77 mandaty (na 236 miejsc). W październiku tego samego roku powstał nowy rząd rząd, w składzie którego obok BLZCh znalazły się Partia Postępowo-Liberalna i Partia Narodowa. Urząd premiera przypadł Aleksandyrowi Stambolijskiemu. Kolejne wybory do Zgromadzenia Narodowego zorganizowane w marcu 1920 umocniły znaczenie ludowców na scenie politycznej, przynosząc im 110 mandatów (na 229 miejsc). Dzięki temu Stambolijski mógł w maju przebudować swój rząd i obsadzić wszystkie stanowiska ministerialne działaczami własnej partii.
Gabinet Stambolijskiego przystąpił do realizacji polityki opartej na koncepcji agraryzmu i teorii klasowej. Próbując rozwiązać problem uchodźców z ziem utraconych przez kraj na mocy traktatu pokojowego z Neuilly-sur-Seine, rząd znacjonalizował część gruntów klasztornych, gminnych oraz nieużytków, a także ograniczył maksymalną powierzchnię gruntów, jaka mogła przypadać na jedną rodzinę, do 30 hektarów. Upaństwowione w ten sposób ziemie zostały rozdzielone między uchodźców oraz chłopów bezrolnych. Reforma nie przyniosła jednak pożądanych rezultatów. Małe gospodarstwa nie były w stanie się unowocześnić, a spółdzielnie nie spełniały pokładanych w nich oczekiwań.
W celu walki z nędzą rząd wprowadził podatek dochodowy obciążający głównie najbogatsze warstwy społeczne, a także przyjął uchwałę o wywłaszczeniu niektórych nieruchomości na rzecz potrzeb społecznych ludności oraz uregulował wysokość czynszów. Inną reformą było wprowadzenie w maju 1920 ustawy o obowiązkowym czynie społecznym. Stosownie do niej wszyscy mężczyźni w wieku 20-50 lat musieli odpracować 12 miesięcy, zaś kobiety w wieku powyżej 16 lat 6 miesięcy na rzecz państwa. Obowiązkiem objęto także młodzież. W ramach czynu społecznego odbudowano zniszczone na skutek wojny linie kolejowe, drogi i mosty. Ustawa miała i drugi, ukryty cel, jakim było wojskowe szkolenie młodzieży. Dzięki niej Carstwo Bułgarii omijało postanowienie traktatu z Neuilly-sur-Seine zakazujące mu utrzymywania obowiązkowej służby wojskowej.
Upatrując w chłopach głównej warstwy społecznej kraju, rząd Stambolijskiego wspierał intensywny rozwój kultury na wsi, czego przejawem było powstawanie wiejskich ośrodków kultury, czytelni oraz bibliotek. Ponadto władza rozpoczęła walkę z analfabetyzmem wprowadzając siedmioletni obowiązek szkolny oraz upraszczając zasady pisowni bułgarskiej.  
Polityka zagraniczna gabinetu Stambolijskiego była ukierunkowana na wyprowadzanie kraju z powojennej izolacji na arenie międzynarodowej. W jej efekcie w 1920 Carstwo Bułgarii zostało przyjęte do Ligi Narodów, a także nawiązało przyjazne stosunki z Jugosławią. To ostatnie zdecydowało o przyjęciu przez działaczy WMRO, dążących do odłączenia Macedonii od Jugosławii, postawy antyrządowej.
Polityka wewnętrzna BLZCh postawiła ludność wiejską w pozycji uprzywilejowanej w stosunku do mieszczaństwa, szczególnie jego zamożniejszych warstw. Jednocześnie rząd, przekonany o swej silnej pozycji, coraz częściej ignorował zasady demokracji przybierając charakter reżimu autorytarnego. Postępowanie władzy prowadziło do jednoczenia się opozycji, którego przejawem było powstanie ponadpartyjnego Porozumienia Narodowego (1921) oraz Bloku Konstytucyjnego (1922). W odpowiedzi Stambolijski rozpisał ogólnonarodowe referendum odnośnie do postawienia przed sądem opozycyjnych polityków winnych klęski Carstwa Bułgarii w I wojnie światowej. Poparcie dla sprawy udzielone przez prawie 70% głosujących jeszcze bardziej utwierdziło premiera w przekonaniu o swej sile. Wkrótce potem wydał on nakaz aresztowania liderów Bloku Konstytucyjnego, zaś w celu rozprawy z opozycją, zwłaszcza komunistyczną, powołał specjalne oddziały bojówek, tzw. Pomarańczową Gwardię.

### Zamach stanu i prześladowania działaczy ludowych
Zwycięskie dla BLZCh (86% mandatów) wybory parlamentarne w kwietniu 1923 stały się jasnym sygnałem dla bułgarskich intelektualistów, wojskowych i burżuazji, że ludowcy mogą zostać odsunięci od sprawowania władzy tylko metodą siłową. W nocy z 8 na 9 czerwca 1923 Związek Wojskowy zrzeszający oficerów zorganizował przy pomocy sofijskiego garnizonu oraz kadetów ze stołecznej Uczelni Wojskowej zamach stanu. Przejęcie władzy w stolicy kraju oraz w większości miast nastąpiło szybko, jednak we wsiach w obwodach Plewen, Szumen i Pazardżik zwolennicy BLZCh zorganizowali zbrojny opór przeciwko wojsku. W ciągu kilku dni armia krwawo stłumiła rewoltę. Stambolijski został osaczony w swej rodzinnej wsi, a następnie zamordowany w wyjątkowo bestialski sposób przez bojowników WMRO.
Wkrótce potem na czele nowego rządu stanął Aleksandyr Cankow, który bez ogródek rozprawiał się ludowcami oraz komunistami. W okresie jego reżimu, trwającego do 1926, śmierć poniosło wielu znanych działaczy BLZCh, m.in. Petko Petkow, Dimityr Grynczarow i Christo Kosowski, zaś sama organizacja rozpadła się.

### Rozpad Bułgarskiego Ludowego Związku Chłopskiego
Proces rozpadu BLZCh, spowodowany istnieniem w jego obrębie różnych frakcji, faktycznie rozpoczął się już w 1918, kiedy to wyłoniła się konkurencyjna partia ludowa, zwana Bułgarskim Demokratycznym Związkiem Chłopskim (bułg. Български земеделски народовластнически съюз). Rok później uformowała się kolejna organizacja, nazwana BLZCh „Stara Zagora” (bułg. БЗНС „Стара Загора”). Sam BLZCh, po wydarzeniach związanych z zamachem stanu z 1923 i śmiercią Stambolijskiego, praktycznie przestał funkcjonować na scenie politycznej kraju. W 1926 jego miejsce wypełniły dwa nowe ugrupowania: BLZCh „Wrabcza 1” (bułg. БЗНС „Врабча 1”) i BLZCh „Pomarańczowy” (bułg. БЗНС „Оранжев”). W latach 1931–1933 BLZCh „Wrabcza 1” i BLZCh „Stara Zagora” weszły w skład Bloku Narodowego, który sformował kilka kolejnych rządów Carstwa Bułgarii.
W 1932 założono BLZCh im. Aleksandra Stambolijskiego (bułg. БЗНС „Александър Стамболийски”), który w 1933 połączył się z częścią zwolenników BLZCh „Wrabcza 1”, tworząc BLZCh „Zjednoczony” (bułg. БЗНС „Обединен”).
W latach 1936–1939 ludowcy o poglądach lewicowych włączyli się do tzw. Frontu Ludowego (bułg. Народен фронт), a potem i do Frontu Ojczyźnianego, w ramach których rozpoczęli współpracę z komunistami. Po wybuchu II wojny światowej, w okresie między 1941–1944 Front Ojczyźniany prowadził ruchu oporu przeciwko rządowi i carowi Borysowi III. Pozostałe organizacje BLZCh podjęły współpracę z rządem. 2 września 1944 na czele koalicyjnego gabinetu stanął Konstantin Murawiew z BLZCh „Wrabcza 1”, jednak po tygodniu został odsunięty od władzy przez bojówki komunistyczne. W nowym rządzie tymczasowym Kimona Georgiewa cztery stanowiska ministerialne przypadły działaczom BLZCh im. „Aleksandyra Stambolijskiego”. W 1945 powstał opozycyjny BLZCh im. Nikoły Petkowa, jednak w 1947 władze komunistyczne zabroniły mu dalszej działalności, zaś jego lidera zamordowały. W okresie Ludowej Republiki Bułgarii (1947–1990) całkowitą władzę w kraju sprawował Front Ojczyźniany. Bezsprzecznie dominującą rolę w nim odgrywali komuniści, zaś współpracujący z nimi lewicowi ludowcy pozostawali na dalszym planie, obejmując czasami drugorzędne stanowiska ministerialne.

### Bułgarski Ludowy Związek Chłopski po 1990
Po 1990 i transformacji ustrojowej w Bułgarii na scenie politycznej kraju pojawiło się kilka ugrupowań nawiązujących do przedwojennej tradycji ludowej. Prawo do nazwy Bułgarski Ludowy Związek Chłopski przypadło formacji Georgiego Pinczewa, pozostałe partie posługują się nazwą BLZCh z dodatkowym określeniem, jak np. Narodowe Stowarzyszenie – Bułgarski Ludowy Związek Chłopski na czele z Janem Janewem albo Bułgarski Ludowy Związek Chłopski – Związek Narodowy, którego liderką jest Anastazja Dimitrowa-Moser. Organizacje ludowe odgrywają obecnie drugorzędną rolę w bułgarskiej polityce. Mimo wielu rozmów na temat ich zjednoczenia dotychczas nie udało się go zrealizować.

## Wybitni działacze Bułgarskiego Ludowego Związku Chłopskiego
- Nediałko Atanasow – Przewodniczący Zgromadzenia Narodowego, minister
- Canko Cernowski – pisarz, redaktor, minister
- Rajko Daskałow – minister
- Aleksandyr Dimitrow – minister
- Georgi Dimitrow-Gemeto – lider opozycji antynazistowskiej i antykomunistycznej, działacz na emigracji
- Dimityr Dragijew – minister
- Anastazja Dimitrowa-Moser – twórczyni BLZCh „Związek Narodowy”, poseł
- Dimityr Giczew – minister
- Aleksi Iwanow – minister na rolnictwo i las i wicepremier
- Konstantin Murawiew – premier i minister
- Aleksandyr Obbow – minister i wicepremier
- Nikoła Petkow – minister, działacz opozycji antykomunistycznej
- Aleksandyr Radołow – minister
- Aleksandyr Stambolijski – ideolog ruchu ludowego, premier i minister
- Petyr Tanczew – wicepremier, działacz rządu komunistycznego
- Georgi Trajkow – Przewodniczący Zgromadzenia Narodowego, Przewodniczący Prezydium Zgromadzenia Narodowego, minister
- Wiktor Wyłkow – minister i wicepremier
- Janko Zabunow – współtwórca ruchu ludowego w Bułgarii

## Organy prasowe Bułgarskiego Ludowego Związku Chłopskiego
- Защита (w tłum. Obrona)
- Земеделска защита (w tłum. Rolnicza Obrona; od 1899)
- Земледелска отбрана (w tłum. Rolnicza Obrona)
- Земеделско знаме (w tłum. Rolniczy Sztandar; od 1902 oraz w okresie Bułgarskiej Republiki Ludowej)
- Земеделска мисъл (w tłum. Myśl Rolnicza; od 1910)
- Победа (w tłum. Zwycięstwo)
- Обнова (w tłum. Odnowa)
- Народна защита (w tłum. Ludowa Obrona)
- Земеделско възраждане (w tłum. Odrodzenie Chłopskie)
- Нива (w tłum. Niwa)
- Селски вестник (w tłum. Gazeta Wiejska; 1893–1897 i 1901–1908)
- Младо село (w tłum. Młoda Wieś)
- Народно земеделско знаме (w tłum. Ludowy Sztandar Chłopski; 1945–1947 i od 1990)